# ビクトル・バルベラ
ビクトル・バルベラ・ロメロ（Víctor Barberá Romero、2004年8月20日 - ）は、スペイン・カタルーニャ州バルセロナ出身のサッカー選手。クラブ・ブルッヘ所属。ポジションはFW。

## クラブ経歴
カタルーニャ州のアマチュアクラブを経て、2020年にFCバルセロナのカンテラであるラ・マシアへ入団した。2022-23シーズンには、フベニール登録ながらBチームのメンバーとしてシーズンを戦い、チーム内最多得点タイとなるリーグ戦8ゴールを挙げた。
2023年6月14日、ベルギー・ファースト・ディビジョンAのクラブ・ブルッヘへ移籍し、2027年までの4年契約を結んだ。